# Toru Murata
Toru Murata (村田 透 Murata Toru?) (20 de mayo de 1985, Osaka, Japón), es un lanzador de béisbol japonés que actualmente juega para los Indios de Cleveland de la MLB.